# Priscila Perales
Silvia Priscila Perales Elizondo (sinh ngày 24 tháng 2 năm 1983 tại Monterrey, Nuevo León, México) là Hoa hậu Quốc tế 2007.

## Tiểu sử

### Trước cuộc thi Hoa hậu Mexico
Trước khi tham gia cuộc thi hoa hậu quốc gia của Mexico (Nuestra Belleza México), Perales theo học ngành khoa học và thông tin tại đại học Monterrey và cũng là người mẫu nghiệp dư bên cạnh công việc học tập. 

### Hoa hậu Mexico
Năm 2004 cô tham dự cuộc thi hoa hậu bang và dừng lại ở ngôi vị Á hậu 1. Cô thử vận may tại cùng cuộc thi này một năm sau đó và chiến thắng, trở thành đại diện bang nơi cô sinh sống tham gia cuộc thi toàn quốc được tổ chức vào tháng 9 năm 2005 tại bang Aguascalientes. Và ở cuộc thi hoa hậu quốc gia, cô đã đăng quang ngôi vị cao nhất.

Perales sau đó chuyển tới Thành phố Mexico để chuẩn bị cho cuộc thi Hoa hậu Hoàn vũ vào năm sau. Cô cũng tham gia hoạt động xã hội với tổ chức hoa hậu Mexico và quỹ Televisa, giúp đỡ những trẻ em bị ngược đãi. 

### Hoa hậu Hoàn vũ 2006
Tháng 7 năm 2006, cô đại diện Mexico tại cuộc thi Hoa hậu Hoàn vũ 2006 được tổ chức tại Los Angeles, California, Hoa Kỳ. Perales hoàn thành 2 phần thi trang phục áo tắm và dạ hội, dừng lại ở top 10 người đẹp nhất. 

### Hoa hậu Quốc tế 2007
Năm 2007, sau khi giành được bản quyền tham dự cuộc thi Hoa hậu Quốc tế, Perales đã được tổ chức hoa hậu Mexico chọn đại diện nước này tại cuộc thi được tổ chức tại Tokyo, Nhật Bản. Ngày 15 tháng 10 cùng năm, cô trở thành người Mexico đầu tiên đăng quang ngôi vị Hoa hậu Quốc tế.